# 蒯光华
蒯光华，清朝人，是一名清朝政治人物。
蒯光华曾于1887年接替莫祥芝任上海县知县一职，1887年由裴大中接任。